# Chard (Royaume-Uni)
 (septembre 2021).
Si vous disposez d'ouvrages ou d'articles de référence ou si vous connaissez des sites web de qualité traitant du thème abordé ici, merci de compléter l'article en donnant les références utiles à sa vérifiabilité et en les liant à la section « Notes et références ».
Pour les articles homonymes, voir Chard.
Chard est une petite ville du Somerset, en Angleterre. Elle compte 11 727 habitants.
Elle apparaît sous le nom Cerdre dans le Domesday Book. En 1685, c'est l'une des villes où se tiennent les Assises sanglantes du juge Jeffreys à la suite de la rébellion de Monmouth.

## Histoire
La plus ancienne preuve de peuplement près de Chard est le fort de l'âge de fer de Cotley Castle qui surplombe la ville près de Bound's Lane. Il y avait un petit établissement saxon centré autour de l'église et de la zone encore connue sous le nom de "vieille ville". Le nom de Chard était Cerden en 1065 et Cerdre dans le Domesday Book de 1086 et signifie "maison sur la carte ou le terrain accidenté" (vieil anglais : ćeart + renn). Avant la conquête normande, Chard était détenu par l'évêque de Wells. [La première charte de la ville a été signée par le roi Jean et une autre par l'évêque en 1234, qui délimitait la ville et établissait des burgages par lots d'un acre (4 000 m2) pour un loyer de douze pence par an. La paroisse de Chard faisait partie du Kingsbury Hundred.
La plus grande partie de la ville a été détruite par un incendie en 1577. Après cette période, la ville a été en grande partie reconstruite, y compris Waterloo House et Manor Court House dans Fore Street qui ont été construits comme maison et salle d'audience, et ont maintenant été convertis en magasins et bureaux. D'autres dommages à la ville ont eu lieu pendant la guerre civile anglaise, les deux camps pillant ses ressources, en particulier en 1644 lorsque Charles Ier a passé une semaine dans la ville.
En 1663, un testament de Richard Harvey, d'Exeter, établit des hospices qui deviendront l'hôpital de Harvey. Celles-ci ont été reconstruites en 1870, en grande partie avec des pierres provenant des bâtiments précédents. En 1685, pendant la rébellion de Monmouth, le prétendant James Scott a été proclamé roi dans la ville et plusieurs habitants ont rejoint ses forces. Le commandant de l'armée royaliste qui le poursuivait, John Churchill, a prononcé un sévère discours de mise en garde à l'intention des habitants de la ville à St Mary. Après l'effondrement de la rébellion, Chard a assisté à l'exécution et à la mort en traître de 12 des rebelles du duc de Monmouth, qui ont été sommairement jugés et condamnés au château de Taunton par l'infâme juge Jeffries. Ils ont été pendus, tirés et écartelés près du rond-point Tesco, près de "l'arbre de Handcross". L'arbre a été abattu par le chemin de fer en 1864, au milieu de vives protestations locales.
En 1394, la ville comptait un moulin à foulon destiné à l'industrie textile. Après 1820, cette activité s'est développée et la ville est devenue un centre de fabrication de dentelle dirigé par des fabricants qui fuyaient la résistance luddite à laquelle ils avaient été confrontés dans les Midlands anglais. La Bowden's Old Lace Factory et la Gifford Fox factory  sont des exemples de sites construits. Le Guildhall a été construit en tant que Corn Exchange et Guildhall en 1834 et est maintenant l'hôtel de ville.
Sur Snowdon Hill se trouve un petit cottage qui était à l'origine une maison de péage construite par le Chard Turnpike trust dans les années 1830, pour collecter les frais de ceux qui utilisaient une route vers la colline qui évitait la pente raide.
Chard prétend être le lieu de naissance du vol motorisé, car c'est ici, en 1848, que le pionnier de l'aéronautique victorien John Stringfellow (1799-1883) a démontré pour la première fois que le vol motorisé était possible grâce à ses travaux sur le chariot aérien à vapeur. [James Gillingham (1839-1924) de Chard a été le premier à développer des membres artificiels articulés lorsqu'il a fabriqué une prothèse pour un homme qui avait perdu son bras dans un accident de canon en 1863. Le musée de Chard expose les travaux de Gillingham.
Chard était un point clé de la Taunton Stop Line, une ligne défensive de la Seconde Guerre mondiale composée de casemates et d'obstacles antichars, qui va d'Axminster vers le nord jusqu'à la côte du Somerset près de Highbridge. En 1938, un bunker à l'épreuve des bombes a été construit derrière la succursale de la Westminster Bank. Pendant la guerre, il a été utilisé pour conserver des copies des dossiers de la banque au cas où son siège à Londres serait détruit. Il a également été utilisé pour stocker l'approvisionnement d'urgence en billets de banque de la Banque d'Angleterre. Il y a également eu des spéculations selon lesquelles les Joyaux de la Couronne y étaient également stockés, mais cela n'a jamais été confirmé.
Action Aid, l'organisation caritative de développement international, avait son siège à Chard lorsqu'elle a débuté en 1972 sous le nom d'Action in Distress. Le département des services aux supporteurs de l'organisation caritative est toujours basé à Chard.
Chaque année, le concours annuel de mangeurs de Chard est organisé avec de nombreux résidents qui se présentent pour voir qui peut manger le plus. En 2016, Harley Richards, résident local, a été le gagnant en gérant une suite de 37 hot dogs et orties.